# Rory Storm
Rory Storm (Liverpool, 1938. január 7. – 1972. szeptember 28.), angol zenész és énekes. Anyakönyvezett neve Alan Caldwell. Énekese és vezetője volt a Rory Storm and the Hurricanes nevű liverpooli együttesnek, amely a Beatles kortársa volt az 50-es évek végén, a 60-as évek elején. A Hurricanes dobosa volt Ringo Starr, mielőtt a The Beatlesben felváltotta Pete Bestet. 
A maga idejében a Rory Storm and the Hurricanes volt az egyik legnépszerűbb banda Liverpool és Hamburg színpadain, de a lemezkészítés területén sikertelen maradt. Mindössze két kislemezük jelent meg. Érdekesség, hogy a második kislemezüknek, amelyen a West Side Story híres America című dalának a feldolgozása hallható, az a Brian Epstein a menedzsere, akivel vezetésével a világhírnévig jutott a Beatles.

## Korai évek
Storm kiváló sportoló volt ifjúkorában, rendszeresen futballozott, korcsolyázott, úszott. Liverpoolban ő volt a népszerű beat-szaklap, a Mersey Beat focicsapatának kapitánya. 
Storm beszédhibával született ugyan – dadogott – de ez az éneklésben egyáltalán nem zavarta. Barátai csupán azt kérték tőle, hogy ne meséljen viccet, és ne kérjen egy rundó italt, mert mindkettő túl sokáig tartana…
Egy ideig gyapottal üzletelt, aztán megalapította skiffle zenekarát.

## A zenész
Az első együttese a Dracula & the Werewolves névvel igyekezett feltűnni, de aztán hamar az Al Caldwell's Texans-ra szelídült. Storm még Caldwell néven megnyitotta a Morgue Skiffle Clubot, ahol saját csapata mellett fellépett a Quarrymen, későbbi nevén – a Beatles is. Ebben a klubban volt a Quarrymennél próbajátékon egy bizonyos  George Harrison, akit Storm anyukája nem engedett a fia csapatában zenélni, mert szerinte még kölyök volt.
Storm egy tehetségkutató versenyen találkozott először Ringo Starr-ral, aki 1959. március 25-én dobolt először együttesében, akkor még Ritchie Starkey néven. A zenekar hamarosan felvette a Rory Storm and the Hurricanes nevet. Felléptek a Cavern Clubban is, de ott a menedzsment és a törzsközönség sem tűrte akkor még a rock and rollt, és amikor Jerry Lee Lewis-t játszottak, kifütyülték és aprópénzzel dobálták őket.

## Hamburg
Stormot és zenekarát ismerte már ekkor Allan Williams, aki szerződést kerített nekik is a Kaiserkeller klubba, Hamburgba, 1960 őszén. Mivel ott játszott a Beatles is, hamar összeismerkedett a két banda. Egy “csináld magad” stúdióban a Hurrican basszusgitáros-énekesének, Walters hangjának kipróbálása céljából a Beatles egy kislemezt “gyártott” magának, amelyen – Pete Best tudta nélkül – kipróbálták Ringo Starr játékát is. A  Fever és a Summertime c. dalok felvételével először lett együtt rögzítve Lennon, McCartney, Harrison és Starr játéka.

## Liverpool
A Rory Storm and the Hurricans két kislemezt készített. Egyiket 1963-ban (Dr. Feel Good / I Can Tell), a másikat 1964-ben (America / Since You Broke My Heart). A Mersey Beat magazin első közvélemény kutatásán Liverpool legnépszerűbb együttese Storm zenekara lett, azonban sok szavazatot diszkvalifikálni kellett, mert ugyanabban az időben ugyanarról a címről jöttek és mindet zöld tintával írták – egyszóval valaki nem volt sportszerű… Így, végül a Beatles győzött, Stormék csak a 4. helyen zártak.
1962 augusztusában Ringo elhagyta Rory zenekarát, hogy a Beatlesben Pete Best helyett doboljon. Pár évvel később a Hurricanes is feloszlott, és Rory lemezlovas lett Liverpoolban, Benidormban, Jersey-n és Amszterdamban. 
Apja halála után Rory hazatért anyjához Liverpoolba. Ekkor már altatókon élt, és egy napon holtan találták lakásában. Szervezetében alkoholt is találtak a halottkémek.